# Іван Супек
Іван Супек (8 квітня, 1915 року, Загреб — 5 березня, 2007 року, Загреб) — хорватський фізик, письменник, філософ, борець за мир і гуманіст. Член Югославської академії наук і мистецтв (1960), президент Хорватської академії наук і мистецтв (1991—1997).

## Біографія
Іван Супек народився 8 квітня 1915 року в Загребі (Австро-Угорщина) у родині хорватів Рудольфа і Марії. Під час навчання в школі організував місцевий гурток югославського комсомолу (серб. Savez komunističke omladine Jugoslavije) і був його членом до підписання договору Сталіна з Гітлером у 1939 році. Одного разу він таємно передав портфель із важливими паперами для людини у Відні. Як пізніше з'ясувалось, це був Йосип Броз Тіто. У 1934 році закінчив загребську гімназію й продовжив навчання у Відні, пізніше переїхав до Цюриха вивчати математику, фізику, біологію та філософію. В Швейцарії він все більше цікавиться квантовою фізикою, філософськими наслідками її відкриттів. У 1940 році в Лейпцизі під керівництвом Вернера Гейзенберга отримує докторський ступінь з фізики. Дисертація присвячена електричній провідності в металах за низьких температур. У березні 1941 року Іван Супек був заарештований гестапо за участь у антифашистському русі, провів у в'язниці багато місяців. За клопотанням Гейзенберга, Фрідріха Гунда і Карла Вайцзеккера його звільнили. Відразу ж по звільненні він повернувся до новоствореної Незалежної держави Хорватія. До своїх досліджень з фізики Іван Супек не повернувся, зосередивши свою увагу на філософії та літературній творчості. На батьківщині вступив до лав комуністичного антифашистського руху — Земельного антифашистського віча народного звільнення Хорватії.
У 1946 році отримав посаду професора теоретичної фізики Загребського університету. У 1948 році обраний член-кореспондентом Югославської академії наук і мистецтв. Засновник і перший директор Інституту Руджера Бошковича у Загребі (хорв. Ruđer Bošković Institute) у 1950—1957 роках. Виключений з інституту за свою пацифістську позицію направлену проти югославського атомного проекту Федеральної комісії з атомної енергії. Сам Йосип Броз Тіто не питав щодо цього проекту надмірних ілюзій, через що його згодом закрили. Після цих подій, він зупинив свої активні дослідження в галузі теоретичної фізики і присвятив себе філософії та літературі. У 1960 році обраний дійсним членом Югославської академії наук і мистецтв, створив Інститут філософії науки і миру при академії наук у Загребі, а 1961 року був обраний його президентом. Інститут був центром руху за ядерне роззброєння, Пагуошського руху науковців в Югославії.
У 1968 році обраний ректором Загребського університету. У 1970 році ініціював створення Міжвузівського центру в Дубровнику (IUC). На посаді ректора університету Супек перебував до 1972 року, тобто до початку Хорватської весни, коли він потрапив до урядових «чорних списків» хорватських націоналістів. З цього часу припиняється його активна громадська діяльність з критики югославського уряду.
Вийшовши на пенсію в 1985 році, він не полишав роботи на ниві поширення гуманізму, з численними лекціями відвідував зарубіжні університети, заснував громадську організацію Альянс за третю Хорватію (хорв. Alijansa za treću Hrvatsku). У 1991 році став першим президентом Хорватської академії наук і мистецтв, звільнився у 1997 році. У 2002 році він був обраний почесним членом Академії наук і мистецтв Боснії і Герцеговини.
Іван Супек помер 5 березня 2007 року в своєму будинку в Загребі, після тривалої хвороби.

## Наукова діяльність
Іван Супек відомий роботами в галузі теоретичної фізики, атомної та ядерної фізики, філософії науки. Отримав диференціальне рівняння питомого опору електричного струму в металах за низьких температур. Засновник і редактор ряду наукових журналів, наприклад 1966 року започаткував журнал «Encyclopedia moderna».
Основні наукові, науково-популярні й філософські праці:
- «Світ атома» (1941) — Supek, Ivan. Svijet atoma. Zagreb, 1941. Str. 396.
- «Від стародавньої філософії до сучасної науки про атоми» (1946) — Supek, Ivan. Od antičke filozofije do moderne nauke o atomima. Zagreb: Nakladni zavod Hrvatske, 1946.
- «Теоретична фізика і структура матерії» (1949…1992) — Supek, Ivan. Teorijska fizika i struktura materije: II dio. 3. prošireno izdanje. Zagreb, Školska knjiga. 1964.
- «Сучасна фізика і структура матерії» (1960) — Supek, Ivan. Moderna fizika i struktura materije. Beograd: Tehnička knjiga, 1960.
- «Супербомба і криза совісті» (1962) — Supek, Ivan. Superbomba i kriza savjesti: Proces stoljeća. Beograd: Kultura, 1962.
- «Наука, філософія, мистецтво» (1964) — Supek, Ivan. Nauka, filozofija, umjetnost. Zagreb: Školska knjiga. 1964.
- «Остання революція» (1965) — Supek, Ivan. Posljednja revolucija. Zagreb: Stvarnost, 1965.
- «Нова фізика» (1966) — Supek, Ivan. Nova fizika. Zagreb: Školska knjiga, 1966.
- «Все починається заново» (1970) — Supek, Ivan. Sve počinje iznova. Zagreb: Mladost, 1970.
- «Вижити попри» (1971) — Supek, Ivan. Opstati usprkos. Zagreb : Školska knjiga, 1971.
- «Теорія пізнання» (1974) — Supek, Ivan. Teorija spoznaje. Zagreb: Institut za filozofiju znanosti i mir JAZU: Jugoslavenska pagvaška konferencija, 1974.
- «Квантова теорія, фізика і філософія» (1976) — Supek, Ivan. Kvantna teorija, fizika i filozofija. Zagreb: JAZU, 1976.
- «Філософія науки і гуманізм» (1979, 1991, 1995) — Supek, Ivan. Filozofija znanosti i humanizam. Zagreb: SNL (Liber), 1979.
- «Історія фізики» (1980, 1990, 2004) — Supek, Ivan. Povijest fizike. Zagreb, 1980.
- «Лівизна єретика» (Брістоль, 1980, Загреб, 1992) — Supek, Ivan. Krivovjernik na ljevici. Političke uspomene. Humanistička poruka. BC-Review, Bristol, 1980.
- «Наука і етика» (1985, 1996) — Supek, Ivan. Znanost i etika. Zagreb: Jugoslavenska akademija znanosti i umjetnosti, 1985.
- «Переворот Гейзенберга в розумінні світу» (1986) — Supek, Ivan. Heisenbergov obrat u shvaćanju svijeta (Predavanje održano u Jugoslovenskoj akademiji znanosti i umjetnosti — Svezak 56 / Uredio Gaja Alaga) Zagreb: Jugoslavenska akademija zananosti i umjetnosti, 1986.
- «Руджер Бошкович: провидець змін в філософії, науці та суспільстві» (1989) — Supek, Ivan. Ruđer Bošković — vizionar u prijelomima filozofije, znanosti i društva. Zagreb: Posebno izdanje Razreda za matematičke, fizičke, kemijske i tehničke znanosti, 2005.
- «Buna Janusa Pannoniusa» (1992) — Supek, Ivan. Buna Janusa Pannoniusa. Zagreb: Zagreb: Nakladni zavod Matice hrvatske, 1992. ([Varaždin]: «Varaždin»)
- «Начала фізики: введення в теоретичну фізику» (1994) — Supek, Ivan, Miroslav Furić. Počela fizike: uvod u teorijsku fiziku. Zagreb: Školska knjiga, 1994.
- «EPR ефект» (1995) — Supek, Ivan. Epr — efekt. Zagreb: Naprijed, (Zagreb: Kerschoffset), 1995.
- «Історична медитація» (1996) — Supek, Ivan. Povijesne meditacije. Zagreb: AGM, 1996.
- «Невдачі та надії» (1997) — Supek, Ivan. Promašaji i nade. Zagreb: Nakladni zavod Globus, 1997.
- «Амальгами» (1998) — Supek, Ivan. Amalgami. Zagreb: Nakladni zavod Matice hrvatske, 1998.
- «На межі тисячоліть» (2001) — Supek, Ivan. Na prekretnici milenija. Zagreb: Prometej, 2001.
- «Релігія і філософія» (2003) — Supek, Ivan. Religija i filozofija. Zagreb: Školska knjiga, 2003.
- «Роздуми про науку і політику» (2005) — Supek, Ivan. Refleksije o znanosti i politici. Zagreb: Prometej, 2005.
- «Гаазький протокол» (2005) — Supek, Ivan. Haaški protokoli. Zagreb: Profil international, [2005.] ([s. l. : s. n.]).
- «Слідами духу через дикість» (2006) — Supek, Ivan. Tragom duha kroz divljinu. Zagreb: Profil International, 2006.

В одному зі своїх останніх інтерв'ю у березні 2006 року Іван Супек згадував про одну подробицю зустрічі Гейзенберга і Нільса Бора в Копенгагені у вересні 1941 року. За словами дружини Бора Маргрете, Гейзенберг і Вайцзеккер прийшли до Бора зодягнені в форму вермахту, щоб переконати його виступити посередником між Великою Британією і Німеччиною в мирній угоді. Ідею подав Вайцзеккер, батько якого був заступником Ріббентропа.

## Літературна творчість
Автор 20 романів і 18 театральних п'єс історичного, філософського, політичного та науково-фантастичного змісту. У своєму творі «Процес сторіччя» (хорв. Proces stoljeća) Іван Супек проводить умовний судовий процес над фізиком Робертом Оппенгеймером. У своїх численних роботах Супек розвивав світогляд, у якому значення свободи, відповідальності і демократії інтегруються з його філософсько-науковими роздумами.
|  | Нерівність в світі не може бути подолана засобами політичної системи. Хто намагається це зробити, несе тільки тиранію і злидні. Цінність плюралізму та різноманітності в майбутньому буде тільки підвищуватись. Ніяких зусиль європейських та світових організацій буде недостатньо, а діяльність їх буде неефективною, якщо не надихатись універсальним духом і поживою для розуму — наукою і мистецтвом. |

Драми:
- «Сміття, забруднена земля» (1945) — Pusta, zatrovana zemlja. // Republika: mjesečnik za književnost, umjetnost i društvo. / [glavni urednik Ante Stamać]. 52 (1996) 1/2 str. 91-128.
- «У казармі» (1963) — Supek, Ivan. U kasarni: drama u dva čina. // Kulturni radnik. Zagreb: 8-9 (1963).
- «Міракул» (1965) — Supek, Ivan. Mirakul. Zagreb: Matica Hrvatska; KOLO br. 6 i 7 (1965).
- «Єпископ і пан» (?) — Supek, Ivan. Biskup i ban: drama u 4 čina. // Republika: mjesečnik za književnost, umjetnost i društvo. / [glavni urednik Ante Stamać]. — 51 (1995), 1/2 ; str. 62-94.
- «Піраміда» (1971) — Supek, Ivan. Piramida. // Encyclopaedia Moderna (EM). 15 (1971).
- «На атомному острові» (1974) — Supek, Ivan. Na atomskom otoku. // Encyclopaedia Moderna (EM). 28/29 (1974).

Комедії:
- «Лотерея імператора Августа» (1962) — Supek, Ivan. Lutrija Imperatora Augustusa: komedija u tri čina. // Forum: mjesečnik Razreda za književnost Hrvatske akademije znanosti i umjetnosti / [glavni i odgovorni urednik Slavko Mihalić]. — 30 (1991), knj. 61, 5-6 ; str. 407—456.
- «Габріель» (1962) — Supek, Ivan. Gabrijel: komedija u dva čina. // Forum: mjesečnik Razreda za književnost Hrvatske akademije znanosti i umjetnosti. 33 (1994), knj. 66, 11/12 ; str. 867—907.
- «Диявол тихо голосить» (1968) — Supek, Ivan. Vrag je tiho naglas. // Prolog. 22 (1991).

П'єси:
- «Таїс» (1945) — Supek, Ivan. Tais: igra u 4 čina. // Republika: mjesečnik za književnost, umjetnost i društvo, 53 3/4 (1997), str. 26-65.

Романи:
- «Двоє між лініями війни» (1959) — Supek, Ivan. Dvoje između ratnih linija. Zagreb: Mladost, 1959.
- «Процес століття» (1963) — Supek, Ivan. Proces stoljeća. Zagreb: Naprijed, 1963.
- «Від першої особи» (1965) — Supek, Ivan. U prvom licu. Zagreb: Naprijed, 1965.
- «Єретик» (1965) — Supek, Ivan. Heretik. Zagreb: Vijesnik, 25.04. — 10.06.1965.
- «Знання» (1971) — Supek, Ivan. Spoznaja. Zagreb: Mladost, 1971.
- «Екстраординарний» (1974) — Supek, Ivan. Extraordinarius. Zagreb: Institut za filozofiju znanosti i mir JAZU: Jugoslavenska pagvaška konferencija, 1974.
- «Королівський свідок проти Хебранга» (1983) — Supek, Ivan. Krunski svjedok protiv Hebranga. Chicago: Markanton Press, 1983.
- «Відкриття втраченого часу» (1987) — Supek, Ivan. Otkriće u izgubljenom vremenu. Zagreb: Školska knjiga, 2002.
- «Хорватська тетралогія» (1995) — Supek, Ivan. Hrvatska tetralogija. Zagreb: Nakladni zavod Globus, 1995.

## Суспільна діяльність
Іван Супек був прихильником повного і беззастережного ядерного роззброєння, вже в 1944 році на нараді працівників культури в Топуско, за 14 місяців до бомбардування Хіросіми, він попередив світ про небезпеку зловживання атомною енергією. Був одним із засновників міжнародної організації Світ без бомби.
Заснував Міжнародну лігу гуманістів. У 1976 році разом із Філіпом Ноель-Бейкером, Авою Хелен Полінг, Лайнусом Полінгом, Ауреліо Печчеї і Софією Вадаї підписав Дубровницько-Філадельфійську заяву. Брав участь у Філадельфійському конгресі Всесвітнього єдності в 1976 році, на якому сформулював свої знамениті 10 гуманістичних принципів, які в різних видах повторювались на усіх наступних конгресах. Іван Супек був критиком глобалізації і прихильником глобального руху правосуддя.
У Івана Супека було багато суперечок з першим президентом незалежної Хорватії Франьо Туджманом, якого він нещадно критикував за його політичну безтактність, методи розбудови держави, шлях, яким Туджман прийшов до влади в 1990 році. Він закликав Туджмана представити громадськості свої фінансові активи до і після війни. У 1997 році у «відкритому листі», який зачитали по національному телебаченню і надрукували в усіх великих газетах, президент Туджман звинуватив Супека у змові вбити його. Після чого Іван Супек залишив свою посаду президента Академії мистецтв і наук Хорватії, а сам він і його родина отримували численні погрози вбивства.

## Нагороди
У 1960 році отримав премію імені Руджера Бошковича.

## Вшанування пам'яті
Незабаром після його смерті у 2007 році 10-ту гімназію Загреба перейменували на його честь — «X. Gimnazija „Ivan Supek“». Його ім'я також викорбували на Хорватській алеї слави.